# Фридрих Баденский (1756—1817)

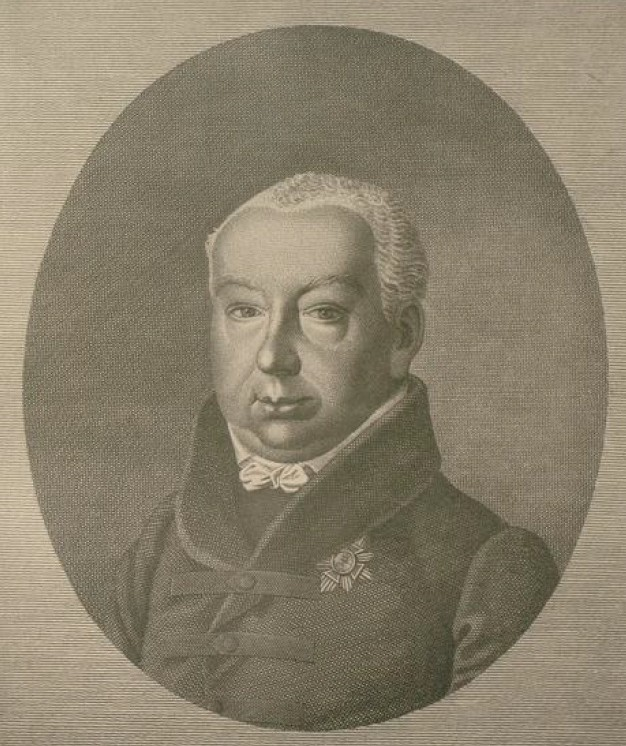

Фридрих Баденский (нем. Friedrich von Baden; 29 августа 1756, Карлсруэ — 28 мая 1817, Карлсруэ) — генерал Нидерландской армии. Немецкий аристократ и принц Баденского дома.

## Биография
Фридрих родился 29 августа 1756 года. Он был вторым сыном Карла Фридриха Баденского (1728—1811) и его первой супруги Каролины Гессен-Дармштадтской (1723—1783).
Он как и многие средние и младшие сыновья различных герцогов, сделал военную карьеру. В 1766 году он стал полковником 2-го батальона 2-го Оранж-Нассауского полка. Он участвовал в подавлении восстания в Маастрихте, в 1785 году. В это время, он начал страдать нервной лихорадкой, последствия которой отразились на его здоровье. Из-за болезни он также был исключён из линии наследования престола.
В с мая по сентябрь 1793 года, он путешествовал в ставку голландского наследного принца Вильгельма Оранского, который позже станет королём Нидерландов, под именем «Виллем I». Вильгельм командовал голландскими войсками, в состав которых также входил Баденский контингент, в войне первой коалиции, против Франции. После проигранной битвы при Менине он ушёл в отставку.
Затем он поселился в замке Карлсбург, в Дурлахе, где оставался до 1809 года. Во время инфляции 1816/17 года, он использовал свои активы для крупных закупок зерна для населения Карлсруэ.
В 1792 году его отец передал удельные владения ему и его младшему брату Людвигу (1763—1830). Ему также было передано в управление Кутценхаузен, в Нижнем Эльзасе. Владения были потеряны после Люневильского мира, 9 февраля 1801 года между Австрией и Францией. В 1802 году, принцы Фридрих и Людвиг получили бывшие императорские аббатства Петерсхаузен и Залем, перешедшие к Бадену в результате медиатизации. Этим территориям был предоставлен особый статус в соответствии с конституционным законом.
Умер Фридрих 28 мая 1817 года, в Карлсруэ.

## Личная жизнь
9 декабря 1791 года Фридрих женился на Кристиане Луизе Нассау-Узингенской (1776—1829), старшей дочери герцога Фридриха Нассау-Узингенского и его супруги Луизы Вальдек-Пирмонтской. Детей у супругов не было.